# سارستون ریور
سارستون ریور (به انگلیسی: Sarstoon River) رودخانه‌ای است که در گواتمالا و بلیز جریان دارد.